# Pavel Brom
Pavel Brom (8. května 1938, Praha – 4. června 2009, tamtéž) byl český grafik, malíř a ilustrátor.

## Život
Vyučil se litografem. V letech 1958–1964 studoval na AVU v Praze u profesorů Vladimíra Silovského a Antonína Pelce. V roce 1978 podepsal petici za zrušení trestu smrti.

### Spolupráce s StB
Byl aktivním členem KSČ a od roku 1965 spolupracovníkem StB s krycím jménem Malíř (též Zombák, Láďa). Spolupráci s StB považoval za svou politickou a morální povinnost a chápal "nutnost ovlivňovat ideologický vývoj umění". Zprvu byl úkolován, aby podával zprávy o Milanu Knížákovi, malíři Jiřím Ševčíkovi a režiséru Elmaru Klosovi. V 80. letech referoval StB o Josefu Kroutvorovi, Jiřím Šalamounovi nebo sochaři Ivanu Theimerovi (který později emigroval). I díky této spolupráci získával zakázky od Art Centra a oplátkou informoval StB o jeho řediteli Hubertu Matějčkovi.
Také Spolek Šalamoun označil Pavla Broma za režimního umělce a dvojnásobného agenta Stb. Vladimír Pavlík uvádí Pavla Broma na stránkách Světové sdružení československých politických vězňů jako k-agenta s krycím jménem Zombák a Malíř.

## Tvorba

### Divadelní plakáty a programy
Od konce 60. let do 80. let pracoval často ve dvojici s Milanem Kopřivou, vytvořili spolu sérii unikátních černobílých divadelních plakátů a stejně graficky k nim upravili sérii divadelních programů s foto-grafickými kolážemi historických typografických motivů, knižních značek a ornamentů z 19. století a z období secese, v letech 1967-1971 pro Divadlo za branou (Lorenzaccio, Zelený papoušek/Hodina lásky, Oidipus/Antigona, Ivanov, Tři sestry, Provaz o jednom konci, Lásky hra osudná), a od roku 1969 pro Semafor (Kytice, Jonáš a doktor Matrace, Básníci a sedláci, Revizor v šantánu; Šimek-Grossmann: Othello, Besídka zvláštní školy, Besídka v rašeliništi), dále pro Na zábradlí a divadlo Járy Cimrmana.
V roce 1990 navrhl volební plakáty Občanského fóra.

### Ilustrace knih a knižní grafika
Knižní grafiku a ilustraci knih vytvářel jednak ve spolupráci s Milanem Kopřivou, a dále se svou manželkou Dagmar Bromovou. Ilustroval řadu knih pro děti a mládež, historických románů a populární edukativní literatury: kupř. Toulky českou minulostí. První díl této řady ilustroval se svojí ženou Dagmar, dalších deset svazků již výtvarně pojal Jiří Běhounek. Toulky českou minulostí se vymykají knihařským zpracováním s atypickými rozměry 30x18 cm.
´

### Scénografie
Věnoval se také scénografii a výstavnictví. Výtvarně spolupracoval s filmem a televizí. Experimentoval také s novými technikami, především xeroxem.

### Výstavy
Účastnil se řady výstav v Československu i v zahraničí. V roce 1989 se s kurátorkou Simeonou Hoškovou podílel na přípravě výstavy "Současná česká grafika" v pražské výstavní síni Mánes a na přípravě katalogu. Jednalo se o první ideologicky nelimitovanou výstavu české grafiky po roce 1989.

## Ocenění
- 1968 Cena nakladatelství Mladá fronta 1968, kategorie Nejkrásnější knihy roku 1968
- 1971 medaile IBA Lipsko
- 1972 bronzová medaile VIII. bienále Brno 1978, v kategorii plakát
- 1974 výroční cena ČFVU
- 1978 ilustruje d´Artagnan, Athos, Porthos, Aramis
- 1983 cena Lidového nakladatelství